# Renault Kerax
Renault Kerax – samochód ciężarowy produkowany przez firmę Renault Trucks od 1997 roku do zastosowań budowlanych. Został zaprezentowany w 1997 roku i od razu było to podobieństwo do swojego drogowego brata Renault Premium Route. Technicznie bazuje na właśnie tym modelu i z niego pochodzą silniki, skrzynie biegów oraz kabina z wnętrzem. Rama i osie są specjalnie stworzone do Keraxa, dzięki czemu w zależności od wersji ładowność może wynosić 26 i 32 t. Silniki montowane w modelu Kerax to m.in.: MIDR o mocach 385 i 400 KM, dCi o mocy 420 KM (Renault) oraz DXI o mocach 410, 430, 450 i 460 KM (Volvo). Zawieszenie montowane w modelu Renault Kerax to resory piórowe, ale różnią się w zależności od wersji. W modelu o ładowności 26 t zastosowano resory paraboliczne, a w wersji o ładowności 32 t zastosowano resory półeliptyczne. Renault Kerax bardzo często był używany jako samochód techniczny w rajdzie Paryż-Dakar bazujący na Renault Kerax 6x6 dCi 420. Były stosowane 3 wersje kabin, co zwiększało możliwości Keraxa. W 2006 roku przeszedł gruntowny facelifting gdzie poddano modernizacji silniki, kabiny, wnętrze, lampy oraz skrzynie biegów. W 2009 roku również został poddany faceliftingowi gdzie lekko zmodernizowano kabinę oraz silniki. W 2013 roku zakończono produkcję, ale nadal można kupić wojskową wersję Keraxa, która jest nadal produkowana. Następcą modelu Kerax jest Range K.